# Писарівська сільська рада (Володарсько-Волинський район)
Писарівська сільська рада — колишня адміністративно-територіальна одиниця та орган місцевого самоврядування у Володарсько-Волинському (Кутузівському, Володарському) районі Коростенської і Волинської округ, Київської та Житомирської областей Української РСР з адміністративним центром у селі Писарівка.

## Населені пункти
Сільській раді на час ліквідації були підпорядковані населені пункти:
- с. Писарівка;
- с. Шадура;
- с. Янівка.

## Населення
Кількість населення ради, станом на 1923 рік, становила 1 323 особи, кількість дворів — 227.
Кількість населення сільської ради, станом на 1924 рік, становила 1 415 осіб.
Кількість населення ради, станом на 1931 рік, становила 2 005 осіб.

## Історія та адміністративний устрій
Створена 1923 року в складі колоній Крук та Писарівка Кутузівської волості Житомирського повіту Волинської губернії. 7 березня 1923 року включена до складу новоутвореного Кутузівського району Коростенської округи. 24 серпня 1923 року, відповідно до рішення Волинської ГАТК (протокол № 4 «Про зміни границь в межах округів, районів і сільрад»), до складу ради включено колонії Вікторинка та Остронь Краївщинської сільської ради Кутузівського району. 23 лютого 1924 року, відповідно до рішення Волинської ГАТК (протокол № 7/2 «Про зміни меж округів, районів та сільрад»), до складу ради включено хутір Курганці ліквідованої Човнівської сільської ради та кол. Олександрівка Теренцівської сільської ради Кутузівського (згодом — Володарський) району. 18 лютого 1928 року затверджена як німецька національна сільська рада, в зв'язку з чим колонії Крук, Олександрівка та х. Курганці виділено в окрему, Круцьку сільську раду. Одночасно підпорядковано кол. Шадура Катеринівської сільської ради Володарського (згодом — Володарсько-Волинський) району Волинської округи. Станом на 1 жовтня 1941 року в підпорядкуванні значився населений пункт Кар'єр, колонії Вікторинка та Остронь не перебували на обліку населених пунктів.
Станом на 1 вересня 1946 року сільська рада входила до складу Володарсько-Волинського району Житомирської області, на обліку в раді перебували села Рижани, Писарівка та Шадура.
З 10 лютого 1952 року в підпорядкуванні числився х. Янівка.
Ліквідована 5 березня 1959 року, відповідно до рішення Житомирського облвиконкому № 161 «Про ліквідацію та зміну адміністративно-територіального поділу окремих сільських рад області», в зв'язку з укрупненням колгоспів; с. Писарівка включене до складу Дашинської сільської ради, села Шадура та Янівка — до складу Краївщинської сільської ради Володарсько-Волинського району Житомирської області.